# Comuna Crivăț, Călărași
Crivăț (denumită în trecut și Crivețile) este o comună în județul Călărași, Muntenia, România, formată numai din satul de reședință cu același nume.

## Așezare
Comuna se află în extremitatea de vest a județului, la limita cu județul Giurgiu, pe malul drept al Argeșului. Este traversată de șoseaua județeană DJ411, care o leagă spre vest în județul Giurgiu de Hotarele (unde se termină în DN5A) și spre sud-est de Radovanu și Chirnogi (unde se termină în DN41.

## Demografie
Componența etnică a comunei Crivăț
     Români (95,04%)
     Romi (1,18%)
     Alte etnii (3,78%)
Componența confesională a comunei Crivăț
     Ortodocși (94,63%)
     Alte religii (1,07%)
     Necunoscută (4,29%)
Conform recensământului efectuat în 2021, populația comunei Crivăț se ridică la 1.956 de locuitori, în scădere față de recensământul anterior din 2011, când fuseseră înregistrați 2.243 de locuitori. Majoritatea locuitorilor sunt români (95,04%), cu o minoritate de romi (1,18%). Din punct de vedere confesional, majoritatea locuitorilor sunt ortodocși (94,63%), iar pentru 4,29% nu se cunoaște apartenența confesională.

## Politică și administrație
Comuna Crivăț este administrată de un primar și un consiliu local compus din 11 consilieri. Primarul, Ion Catană[*], de la Partidul Social Democrat, este în funcție din octombrie 2020. Începând cu alegerile locale din 2024, consiliul local are următoarea componență pe partide politice:
|  | Partid                    | Consilieri | Componența Consiliului | Componența Consiliului | Componența Consiliului | Componența Consiliului |
|  | ------------------------- | ---------- | ---------------------- | ---------------------- | ---------------------- | ---------------------- |
|  | Partidul Social Democrat  | 4          |                        |                        |                        |                        |
|  | Partidul Național Liberal | 4          |                        |                        |                        |                        |
|  | Alianța Dreapta Unită     | 3          |                        |                        |                        |                        |

## Istorie
La sfârșitul secolului al XIX-lea, comuna făcea parte din plasa Oltenița a județului Ilfov și avea în compunere doar satul de reședință, cu 1695 de locuitori ce trăiau în 322 de case și 7 bordeie. În comună funcționau o biserică și o școală mixtă cu 21 de elevi (dintre care 3 fete). Anuarul Socec din 1925 consemnează comuna cu o populație de 1764 de locuitori și aparținând plășii Budești a aceluiași județ.
În 1950, comuna a revenit raionului Oltenița din regiunea București, după care, în 1968, a revenit la județul Ilfov, reînființat, ea fiind atunci desființată, satul ei trecând la comuna Budești. În 1981, o reorganizare administrativă regională a dus la transferarea comunei Budești (împreună cu satul Crivăț) la județul Călărași.
Comuna Budești a devenit oraș în 1989, iar comuna Crivăț a fost reînființată în iunie 2006, când satul Crivăț s-a desprins pentru a forma din nou o comună de sine stătătoare.

## Monumente istorice
Două obiective din comuna Crivăț sunt înscrise în lista monumentelor istorice din județul Călărași ca monumente de interes local. Unul este un sit arheologic aflat la 1 km vest de lacul Bondoc în punctul „Islaz”, și cuprinde urmele unei așezări datând din secolele al IV-lea–al III-lea î.e.n. Celălalt, podul de lemn peste Argeș dintre Crivăț și Budești, construit la începutul secolului al XX-lea, este clasificat ca monument de arhitectură.